# 서예나
서예나(본명: 서하나 1983년 12월 21일 ~)은 대한민국의 여자 가수이자 포터블 그루브 나인 멤버이다.

## 생애
서예나는 1983년 12월 21일 서울특별시에서 태어나 2007년 동덕여자대학교 모델학과를 졸업하여
2005년 포터블 그루브 나인 그룹 결성을해
2008년 포터블 그루브 나인 그룹 해체를 했다.
지금 현재 소속사는 온3프로덕션즈이고 그녀의 키는 175cm, 54kg이다

## 학력
- 2002년 ~ 2007년 동덕여자대학교 모델학과 (졸업)

## 앨범
- 2020년 아시리요 (feat. 이순정)
- 2020년 아시리요 (inst)
- 2017년 봄날 Romance (feat. 서예나)
- 2017년 봄날 Romance (feat. 서예나)
- 2012년 So High
- 2012년 Utban Beat
- 2012년 Amelie
- 2010년 숨을 참아요
- 2009년 영원보다 긴 사랑 (꼭지)
- 2008년 오시려나요…
- 2008년 사랑아
- 2006년 사랑이라는 이유로

## 경력
- 2005년 ~ 2008년 그룹 포터블 그루브 나인 멤버